# 大阪オクトパス2016〜浪花節だよプロレスは〜
『大阪オクトパス2016』（おおさかオクトパス にせんじゅうろく）は、日本のプロレス団体DDTプロレスリングによる、大阪府立体育会館第1競技場で行われる興行であり、関西では2度目の両国国技館クラスのビッグマッチ。

## 概要
メインイベントであるKO-D無差別級戦は、「DDTドラマティック総選挙2016」にて1位を獲得した選手にその時点での王者への挑戦権が与えられた。

## 全試合結果
| ダークマッチ キング・オブ・ダーク選手権6人タッグマッチ 60分一本勝負                                                             |                                                       |                                                         |
| ●島谷常寛 （第18代王者） 渡瀬瑞基 レッカ                                                                                        | 6分43秒 逆エビ固め                                    | 岩崎孝樹◯ ワンチューロ 下村大樹                         |
| 第18代王者の島谷が5度目の防衛に成功                                                                                             |                                                       |                                                         |
| オープニングマッチ 吉村直巳デビュー戦 30分一本勝負                                                                              |                                                       |                                                         |
| 石井慧介 彰人 ●上野勇希 | 11分47秒 投げ捨てパワーボム→体固め                    | KUDO 高尾蒼馬 吉村直巳◯                                 |
| 第二試合 浪花おんな武勇伝 30分一本勝負                                                                                          |                                                       |                                                         |
| ◯アジャ・コング LiLiCo | 8分12秒 垂直落下式ブレーンバスター→片エビ固め         | 赤井沙希● レディビアード                                |
| アイアンマンヘビーメタル級選手権試合                                                                                            |                                                       |                                                         |
| ●大鷲透 | 16時44分 寝ている大鷲に乗っかって→体固め              | 豚まん◯                                                 |
| 豚まんが第1200代王者に |                                                       |                                                         |
| 第三試合 アイアンマンヘビーメタル級選手権時間差入場バトルロイヤル 時間無制限勝負                                                |                                                       |                                                         |
| 出場選手(入場順) 平田一喜、高梨将弘、近野剣心、マッド・ポーリー、くいしんぼう仮面、内田祥一、鈴木大、菊タロー、大鷲透、ヨシヒコ |                                                       |                                                         |
| ●豚まん | 5分15秒 完食                                          | マッド・ポーリー◯                                       |
| マッド・ポーリーが第1201代王者に                                                                                                |                                                       |                                                         |
| ●マッド・ポーリー | 9分7秒 押さえ込む→体固め                              | 鈴木大◯                                                 |
| 鈴木大が第1202代王者に |                                                       |                                                         |
| ●鈴木大 | 11分36秒 パラダイスロック                             | 大鷲◯                                                   |
| 大鷲が第1203代王者に |                                                       |                                                         |
| ◯ヨシヒコ | 13分8秒 OTR                                           | 内田●                                                   |
| ◯ヨシヒコ | 13分11秒 OTR                                          | 近野●                                                   |
| ◯ヨシヒコ | 13分16秒 OTR                                          | 高梨●                                                   |
| ◯ヨシヒコ | 13分24秒 輪廻転生                                     | 平田●                                                   |
| ◯くいしんぼう仮面 | 13分40秒 OTR                                          | ヨシヒコ●                                               |
| ●大鷲 | 15分23秒 寝ているところを押さえ込む→体固め            | くいしんぼう仮面◯                                       |
| くいしんぼう仮面が第1204代王者に                                                                                                |                                                       |                                                         |
| ◯くいしんぼう仮面 | 17分48秒 うまか棒→片エビ固め                          | 菊タロー●                                               |
| 第1204代王者が初防衛に成功 |                                                       |                                                         |
| アイアンマンヘビーメタル級選手権試合                                                                                            |                                                       |                                                         |
| ●くいしんぼう仮面 | 17時7分 シャイニング菊ザード→エビ固め                 | 菊タロー◯                                               |
| くいしんぼう仮面が2度目の防衛に失敗、菊タローが第1205代王者に                                                                   |                                                       |                                                         |
| 第四試合 小学3年生・ゆにデビュー戦 30分一本勝負                                                                                 |                                                       |                                                         |
| ◯入江茂弘 ヤス・ウラノ ゆに | 9分23秒 ビーストボンバー→エビ固め                     | 大石真翔 勝俣瞬馬 MAO●                                  |
| 第五試合 スペシャルタッグマッチ 30分一本勝負                                                                                    |                                                       |                                                         |
| 船木誠勝 ◯坂口征夫 | 9分39秒 神の右膝→片エビ固め                           | 高山善廣 樋口和貞●                                      |
| 第六試合 DDT旗揚げプレ20周年記念TLC（たこ焼き・ラダー・チェア）スペシャル6人タッグマッチ 30分一本勝負                           |                                                       |                                                         |
| 高木三四郎 ◯飯伏幸太 伊橋剛太                                                                                                   | 15分3秒 俺ごとラストライド・オン・ザ・こたつ→エビ固め | ディック東郷 アントーニオ本多● 佐々木貴                 |
| 第七試合 DDT EXTREME級選手権試合～堂山ハードコアマッチ 60分一本勝負                                                             |                                                       |                                                         |
| ●男色ディーノ （第37代王者） | 15分3秒 男色リバース・タイガードライバー→片エビ固め   | 葛西純◯ （挑戦者）                                      |
| 第37代王者が4度目の防衛に失敗、葛西が第38代王者となる                                                                           |                                                       |                                                         |
| セミファイナル KO-Dタッグ選手権試合 60分一本勝負                                                                                |                                                       |                                                         |
| ●佐々木大輔 遠藤哲哉 （第57代王者組）                                                                                           | 23分34秒 ジャーマン・スープレックス・ホールド         | 竹下幸之介◯ マイク・ベイリー （挑戦者組）               |
| 第57代王者組が2度目の防衛に失敗、竹下組が第58王者組となる                                                                       |                                                       |                                                         |
| メインイベント KO-D無差別級選手権試合 60分一本勝負                                                                              |                                                       |                                                         |
| ●石川修司 （第59代王者） | 21分28秒 スワンダイブ式蒼魔刀→体固め                  | HARASHIMA◯ （挑戦者＝DDTドラマティック総選挙2016第1位） |
| 第59代王者が3度目の防衛に失敗、HARASHIMAが第60代王者となる                                                                      |                                                       |                                                         |
| アイアンマンヘビーメタル級選手権試合                                                                                            |                                                       |                                                         |
| ●菊タロー | 20時8分 乗っかって→体固め                             | こたつ◯                                                 |
| こたつが第1206代王者に |                                                       |                                                         |
| アイアンマンヘビーメタル級選手権試合                                                                                            |                                                       |                                                         |
| ●こたつ | 20時9分 押さえ込む→体固め                             | 越前屋俵太◯                                             |
| 越前屋俵太が第1207代王者に |                                                       |                                                         |